# Membres de la Société royale du Canada, par ordre alphabétique R
| Nom                   | Année | Occupation |
| --------------------- | ----- | ---------- |
| J. R. de J Jackson    | 1985  |            |
| Stanley Rachman       | 1989  |            |
| Richard Rachubinski   | 2002  |            |
| René Racine           | 1990  |            |
| J Raftis              | 1976  |            |
| Balachandra Rajan     | 1975  |            |
| Tilottama Rajan       | 1994  |            |
| Ray Rajotte           | 2004  |            |
| Vangi Ramachandran    | 2001  |            |
| Donald Ramsay         | 1966  |            |
| Richard Rand          | 1993  |            |
| David Randall         | 1981  |            |
| Stephen Randall       | 1996  |            |
| K Ranger              | 1979  |            |
| Chintamani Rao        | 2003  |            |
| Jonnagadda Rao        | 1991  |            |
| Arthur Ray            | 2002  |            |
| André Raynauld        | 1968  |            |
| James Reaney          | 1978  |            |
| Donald Redford        | 1977  |            |
| Hubert Reeves         | 1991  |            |
| David Regan           | 1989  |            |
| John G. Reid (en)     | 2004  |            |
| Nancy Reid            | 2001  |            |
| Adele Reinhartz       | 2005  |            |
| Timothy James Reiss   | 1983  |            |
| Jeffrey Reitz         | 2001  |            |
| Garry Rempel          | 1992  |            |
| Leo Renaud            | 2000  |            |
| Marc Renaud           | 1992  |            |
| Grant Reuber          | 1972  |            |
| John Revell           | 1986  |            |
| Paulo Ribenboim       | 1969  |            |
| Herbert Ribner        | 1976  |            |
| François Ricard       | 1989  |            |
| Marnie Rice           | 2003  |            |
| Pierre Richard        | 1993  |            |
| Peter Richardson      | 2005  |            |
| Anthony Richmond      | 1980  |            |
| A Rigg                | 1998  |            |
| John Ripmeester       | 2000  |            |
| John Rist             | 1976  |            |
| James Ritchie         | 1989  |            |
| Suzanne Rivard        | 2005  |            |
| Kent Roach            | 2002  |            |
| Paul Roazen           | 1993  |            |
| Fernand Roberge       | 1995  |            |
| André J. Robert       | 1982  |            |
| Jean-Claude Robert    | 1987  |            |
| Eugène Roberto        | 1982  |            |
| Archie Robertson      | 1981  |            |
| Gordon Robertson (en) | 1974  |            |
| R Robertson           | 1965  |            |
| Réjean Robidoux       | 1980  |            |
| Régine Robin-Maire    | 1988  |            |
| Carl Robinow          | 1960  |            |
| Yves Roby             | 1993  |            |
| Guy Rocher            | 1973  |            |
| Michael Rochester     | 1983  |            |
| Derek Roff            | 2000  |            |
| Allan Ronald          | 2000  |            |
| P Rooney              | 1966  |            |
| Betty Roots           | 1989  |            |
| Frederick Roots       | 1990  |            |
| Lon Rosen             | 1981  |            |
| S Rosenbaum           | 1991  |            |
| Gideon Rosenbluth     | 1973  |            |
| Ian Ross              | 1988  |            |
| Janet Rossant         | 1993  |            |
| Gordon Rostoker       | 1995  |            |
| Aser Rothstein        | 1987  |            |
| Byron Rourke          | 1997  |            |
| Jean-Louis Roux       | 1982  |            |
| David Rowe            | 1986  |            |
| Kerry Rowe            | 2001  |            |
| Bruno Roy             | 1994  |            |
| Ranjan Roy            | 2002  |            |
| Alfred Rudin          | 1993  |            |
| O Runnalls            | 1983  |            |
| Roseann Runte         | 1998  |            |
| Benjamin Rusak        | 1999  |            |
| Michael Ruse          | 1986  |            |
| Peter Russell         | 1988  |            |
| R Russell             | 1966  |            |
| Douglas Ruthven       | 1989  |            |
| Nathaniel Rutter      | 1992  |            |